# Smyków (gmina Fałków)
Smyków – wieś w Polsce, położona w województwie świętokrzyskim, w powiecie koneckim, w gminie Fałków.
W latach 1975–1998 miejscowość należała administracyjnie do województwa piotrkowskiego.
W 2011 wieś zamieszkiwało 116 osób.
Wierni Kościoła rzymskokatolickiego należą do parafii Nawiedzenia Najświętszej Maryi Panny i św. Mikołaja w Czermnie.